# Dave Sardy
David „Dave“ Sardy (* 1967 in Brooklyn, New York) ist ein US-amerikanischer Musikproduzent, der hauptsächlich mit Gruppen aus dem Bereich Rock arbeitet. Außerdem war er Sänger und Gitarrist der Band Barkmarket.

## Karriere

### Musiker
Sardy spielte zunächst in einigen unbekannten Hardcorebands. Da er damit kein Geld verdiente, arbeitete er nebenher als Kellner und Fabrikarbeiter. Mit der 1987 in Brooklyn gegründeten Post-Hardcore-Gruppe Barkmarket veröffentlichte Sardy bis 1997 fünf Alben, vier davon auf Rick Rubins Label American Recordings. 1992 waren Barkmarket Vorgruppe der Pixies, 1993 spielte Sardy Gitarre auf Frank Blacks Debütalbum.
Seine Band Barkmarket erlangte in Kritikerkreisen hohes Ansehen und erreichte auch in Europa einige Bekanntheit. Unter anderem war die Gruppe auf dem belgischen Pukkelpop-Festival (1994 und 1996) und dem Hultsfredfestival in Schweden präsent. Das 1996 erschienene Album L-Ron war gleichzeitig Höhe- und Endpunkt der Karriere, da für Sardy auf Grund seines zunehmenden Erfolgs als Produzent diese Tätigkeit wichtiger geworden war.
Während der Produktion von Aftertaste war Sardy auch kurzzeitig als zweiter Gitarrist bei Auftritten von Helmet tätig, bei denen Barkmarket Vorband waren. Manchmal ist sein Gitarrenspiel auch auf von ihm produzierten Alben zu hören, beispielsweise auf Holy Wood von Marilyn Manson.

### Produzent
Sardy begann als Engineer, Mixer und Produzent bei seiner eigenen Band sowie befreundeten Künstlern, etwa Cop Shoot Cop. Nachdem er an der Seite von Rick Rubin an einigen Werken bekannter Musiker wie der Nine Inch Nails oder der Red Hot Chili Peppers mitgearbeitet hatte, wirkte er beim Slayer-Album Undisputed Attitude 1996 erstmals als eigenverantwortlicher Produzent einer bekannteren Band. In der Folge arbeitete er für die unterschiedlichsten Künstler, von Supergrass und den Dandy Warhols bis Marilyn Manson oder Atari Teenage Riot.
Kennzeichnend für seine Produktionen ist oft die Verwendung von altem Equipment, was nach Eigenaussage daran liegt, dass alles, was er an Musik liebe, entweder alt sei oder auf alten Instrumenten aufgenommen wurde, beispielsweise die Beatles und Black Sabbath bzw. The Verve.

### Film
Dave Sardy komponierte seit 2008 bisher zu zehn Filmen die Musik. Das sind 2008 für 21, 2009 für Zombieland, 2011 für Ghost Rider: Spirit of Vengeance, 2012 für Premium Rush und End of Watch, 2014 für Sabotage sowie 2016 für Monster Trucks. 2017 folgte die Musik zu Bright und 2019 zu Zombieland: Doppelt hält besser sowie 2023 zu One Day as a Lion.

## Von Sardy produzierte Alben (Auswahl)
- Bush – Golden State (2001)
- Far – Water & Solutions (1998)
- Harmful – Counterbalance (2001)
- Helmet – Aftertaste (1997)
- Hot Hot Heat – Elevator (2005)
- Hundred Reasons – Ideas Above Our Station (2002)
- Hundred Reasons – Shatterproof Is Not a Challenge (2004)
- Jet – Get Born (2003)
- Marilyn Manson – Holy Wood (2000)
- Noel Gallagher’s High Flying Birds – Noel Gallagher’s High Flying Birds (2011)
- The Thrills – Let’s Bottle Bohemia (2004)
- Oasis – Don’t Believe the Truth (2005)
- Serafin – No Push Collide (2003)
- Slayer – Undisputed Attitude (1996)
- Soulwax – My Cruel Joke (1997)
- Soulwax – Much Against Everyone’s Advice (1999)
- System of a Down – System of a Down (1998, gemeinsam mit Rick Rubin)
- Vision of Disorder – Imprint (1998)

## Mixer / Engineer (Auswahl)
- Atari Teenage Riot – 60 Second Wipe Out (1999)
- Autolux – Future Perfect (2004)
- Brand New – Daisy (2009)
- Johnny Cash – American III: Solitary Man (2000)
- Nine Inch Nails – Further Down the Spiral (1995, EP)
- Red Hot Chili Peppers – One Hot Minute (1994)
- Supergrass – Life on Other Planets (2002)
- Harmful – Cause (2009)
- Soma – Jewel and the Orchestra (2010)
- Fall Out Boy – Save Rock and Roll (2013)